# Wojak obrożny
Wojak obrożny, wojak wielki (Sturnella magna) – gatunek średniej wielkości ptaka z rodziny kacykowatych (Icteridae), zamieszkujący Amerykę Północną i północną część Ameryki Południowej. Liczny, ale klasyfikowany jako bliski zagrożenia wyginięciem ze względu na spadającą populację.

## Systematyka
IOC wyróżnia 14 podgatunków S. magna (stan w 2022):
- S. magna magna (Linnaeus, 1758) – wojak obrożny[4] – południowo-wschodnia Kanada, środkowe i wschodnie USA.
- S. magna argutula Bangs, 1899 – południowo-środkowe i południowo-wschodnie USA.
- S. magna hoopesi Stone, 1897 – południowy Teksas i północno-wschodni Meksyk.
- S. magna saundersi Dickerman & A.R. Phillips, 1970 – południowo-wschodni stan Oaxaca (południowy Meksyk).
- S. magna alticola Nelson, 1900 – południowy Meksyk do Kostaryki.
- S. magna mexicana P.L. Sclater, 1861 – południowo-wschodni Meksyk do Belize i Gwatemali.
- S. magna griscomi Van Tyne & Trautman, 1941 – północny Jukatan.
- S. magna inexspectata Ridgway, 1888 – Honduras i północno-wschodnia Nikaragua.
- S. magna subulata Griscom, 1934 – Panama.
- S. magna meridionalis P.L. Sclater, 1861 – północno-środkowa Kolumbia do północno-zachodniej Wenezueli.
- S. magna paralios Bangs, 1901 – północna Kolumbia, północna i środkowa Wenezuela.
- S. magna praticola C. Chubb, 1921 – wschodnia Kolumbia oraz południowo-wschodnia Wenezuela po Gujanę i Surinam.
- S. magna monticola C. Chubb, 1921 – góry południowej Wenezueli, region Gujana i północna Brazylia. Proponowany podgatunek quintaas uznany za jego synonim.
- S. magna hippocrepis (Wagler, 1832) – wojak kubański[4] – Kuba.

Do 2022 roku wyróżniano jeszcze podgatunki lilianae (południowo-zachodnie USA i północno-zachodni Meksyk) i auropectoralis (zachodnio-środkowy Meksyk), ale wydzielono je do osobnego gatunku o nazwie Sturnella lilianae (wojak białosterny). Status podgatunku S. magna saundersi jest niepewny.

## Morfologia
Wygląd
Górna część tułowia jasnobrązowa, prążkowana ciemniejszym brązem, głowa ma czarne i białawe pasy, krótkie, żółte brwi, szerokie białe wąsy; policzki i dolna część tułowia jaskrawożółte, szeroki czarny kołnierz na piersi. Pokrywy podogonowe białawe; nogi różowobrązowe; dziób jasnoszary, oczy ciemnobrązowe. Samica (i samiec poza okresem godowym) wygląda podobnie, lecz jest jaśniejsza.
Długość ciała23–25 cm
Masa ciała76–102 g

## Zasięg
Tereny trawiaste i uprawne, od wschodnich i południowych Stanów Zjednoczonych po północne rejony Ameryki Południowej na wschód od Andów. Populacje północne przenoszą się zimą na południe.

## Ekologia i zachowanie
Biotop
Występują głównie na łąkach i preriach, ale również na pastwiskach, polach uprawnych, lotniskach i innych obszarach trawiastych.
Pożywienie
Owady, nasiona. Żeruje na ziemi.
Rozród

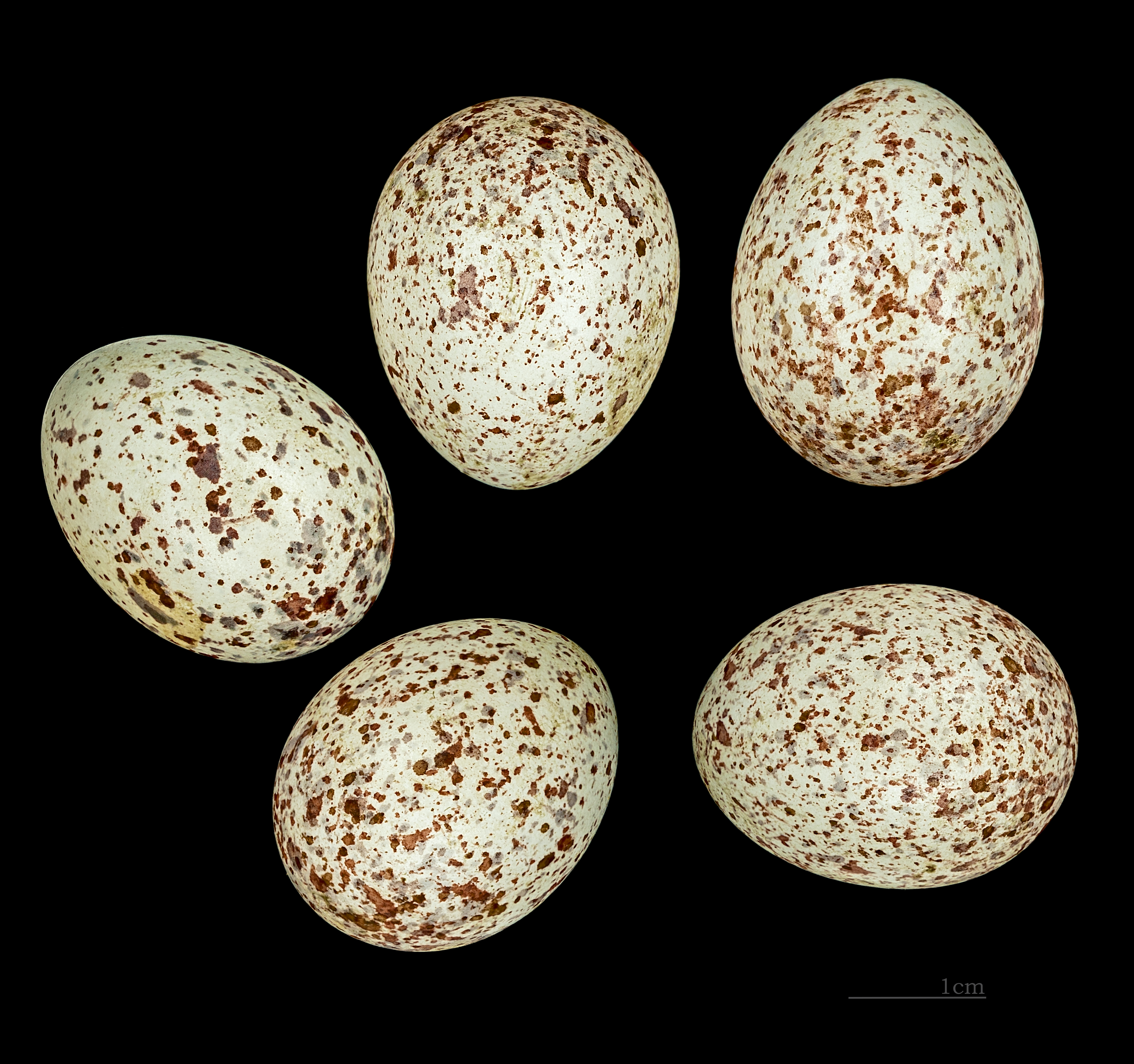
Jaja z kolekcji muzealnej

Na wiosnę i w lecie. Samica buduje duże, kopulaste gniazdo przeplecione przez pobliskie rośliny, z wejściem z boku, wymoszczone trawami. Wysiaduje w nim 3–5 białych, nakrapianych jaj. Pisklętami opiekują się oboje rodzice, choć samica więcej. Młode opierzają się po 11–12 dniach.

## Status
IUCN od 2018 roku uznaje wojaka obrożnego za gatunek bliski zagrożenia (NT, Near Threatened); wcześniej, od 2009 roku był on klasyfikowany jako gatunek najmniejszej troski (LC, Least Concern). Organizacja Partners in Flight szacuje (2019) liczebność populacji na około 37 milionów dorosłych osobników. Trend populacji oceniany jest jako spadkowy; szacuje się, że w latach 1966–2015 liczebność tego ptaka spadła aż o 89%.